# Позитивное образование
Позитивное образование — это субдисциплина позитивной психологии, целью которой является применение принципов данной научной области к образовательному процессу. Оно объединяет позитивную психологию и передовой опыт преподавания в школе. Также этот термин используется для описания позитивных психологических интервенций с доказанной эффективностью и программ позитивной психологии, направленных на повышение школьного благополучия.
Задача позитивного образования — способствовать благополучию, расцвету и оптимальному функционированию учащихся, родителей, учителей и учебных заведений. Однако, до сих пор не не определена единая модель, подход, а также границы позитивного образования.

## История позитивного образования
Позитивное образование не имеет четких границ, этапы его развития полностью совпадают с тенденциями и эволюцией позитивной психологии. Образование и образовательный процесс вошли в область исследований позитивной психологии одновременно с пониманием ценности позитивных институтов. Некоторые исследователи называют точкой отсчета появление первых позитивных психологических интервенции, которые опираются на гедонистическое определение счастья.
Впервые модель позитивного образования была разработана Мартином Селигманом для гимназии Geelong Grammar School (США) в 2009 году. Она опиралась на стратегию «учись, проживай, учи и внедряй» (learn it, live it, teach it, and embed it). Она состоит из четырех последовательных этапов, которые выстраивают путь поэтапной интеграции концепции позитивного образования в систему школы:
1. Учись. Первый этап программы направлен на подготовку всех участников образовательного процесса: учителей, администрации и семей учащихся. Подготовительный процесс очень важен для создания благоприятных условий, выработки единой точки зрения на процесс воспитания и образования, и создание комфортной среды для повышения благополучия и роста академической успеваемости.
2. Проживай. Обучение, пройденное всеми преподавателями и сотрудниками школы, открывает путь ко второму этапу, целью которого является применение полученных теоретических знаний ко всем сферам жизни, а особенно в школьных программах и практиках.
3. Учи. На этом этапе педагоги уже способны обучить своих учеников навыкам благополучия. Это можно сделать как с помощью явной, так и скрытой формы обучения. Первое осуществляется путем организации отдельных занятий с учащимися для обучения компонентам благополучия. Скрытая форма обучения заключается в интеграции содержания позитивного образования в обычные предметы школьной программы.
4. Внедряй. На данном этапе реализуется конечная цель модели — интеграция позитивного образования как элемента в культуру образовательного сообщества. Этот процесс интеграции может включать в себя оценку благополучия учащихся и сотрудников, а также традиционную академическую оценку; создание организационных руководящих принципов для обеспечения эффективного и скоординированного продвижения благополучия в школе; и продвижение благополучия как цели, к которой нужно стремиться как в школьной, так и во внешкольной деятельности.

Впоследствии данная модель была усовершенствована Жаклин Норриш в 2013 году, а новейшая версия дополнительно проработана в 2017 году Эйрин Хоаре.
На данный момент существует несколько школ, успешно внедривших позитивное образование и работающих на данной модели. Среди них Knox Grammar School, Loreto-Kirribilli (Сидней, Австралия), Perth College (Австралия), St Columba (Австралия), Kurri Kurri High School (Австралия), and Taipei European School (Тайвань), Orange Grove Middle School (США), The Green School (США).
Со второй волной эволюции позитивной психологии появляются программы развития резилиентности, которые признают, что негативный опыт может иметь позитивные последствия, а также в область позитивного образования включаются понятия смысла и потока. Со временем в позитивном образовании происходит смещение фокуса с понятий счастья и благополучия и чувствуется острая нехватка программ по созданию поддерживающей благополучие учебной среды школьного сообщества.
Третья волна эволюции позитивного образования предполагает выход за рамки индивидуального благополучия и рассматривает образовательный процесс и образовательное учреждение как динамичную систему со сложной структурой, в которой важно взаимодействие всех ее элементов. Это подразумевает создание единой кросс-культурной модели, которая учитывающей социально-экономический контекст и аутентичные методологии разрабатываемых образовательных программ.

## Подходы, применяемые в позитивном образовании
Позитивное образование не является изолированным движением, оно тесно связано и включает в себя те подходы, которые появились гораздо раньше, чем позитивное образование было выделено в отдельную субдисциплину. Такими подходами являются:
Социально-эмоциональное обучение (SEL)
Социально-эмоциональное обучение представляет собой важную точку отсчета для области позитивного образования. Тем не менее, следует признать, что позитивное образование имеет более широкую направленность, объединяя психосоциальные навыки со многими другими аспектами, включая счастье, вовлеченность, характер, мораль, смысл и физическое здоровье.
Позитивное развитие молодежи (PYD)
В основе подхода PYD лежат древние философские традиции, которые берут свое начало от Аристотеля, сделавшего акцент на человеческой добродетели как критической составляющей человеческого счастья. Программы PYD основаны на развитии таких добродетелей как справедливость благоразумие, мужество, сдержанность. Целью программ является раскрытие личностного потенциала и воспитание процветающих членов гражданского общества.
Воспитание личностных достоинств
Данное направление уходит своими корнями в учения Платона и Аристотеля и опирается на изучение личностных достоинств и сильных сторон, которые способствуют раскрытию потенциала.
Резилиентность и жизнестойкость
Многие образовательные учреждения больше фокусируются на воспитании резилиентности, чем на повышении общего благополучия, хотя резилиентность и жизнестойкой сами по себе во многом подразумевают путь к благополучию и процветанию.
Гибкое сознание
Гибкое сознание — это уверенность в том, что человеческие способности могут развиваться с течением времени. Гибкое сознание определяет стремление человека к выполнению своих целей несмотря на встречающиеся на пути трудности.
Коучинг и наставничество (Evidence-Based Coaching — EBS)
Активно развивающееся направление в образовании, которое подразумевает обучение педагогов позитивным психологическим методикам для повышения уровня благополучия учащихся и взаимодействия с классом.
Общешкольная поддержка позитивного поведения (SWPBS)
Это практики эффективных интервенции, направленные на повышение благополучия и культуры образовательного учреждения, создание позитивной образовательной среды через индивидуальное поведение учеников.
Восстановление справедливости (Restorative Justice)
Практики восстановления справедливости включают в себя превентивные меры развития конфликтов, направленные на формирование социальных навыков и способностей взаимодействия всех участников образовательного процесса. Восстановление справедливости фокусируется на понятии справедливости как потребности и обязанности, обсуждении проблемы между жертвой, обидчиком и школой. Оно имеет своей целью разобраться в ситуации и возместить ущерб или исправить положение. Основной концепцией является привлечение группы к таким обсуждениям и выработка общего плана действий.
Травма-информированное позитивное образование (TIPE)
Подход, направленный на работу с учащимися с опытом травматических переживаний, который опирается на практики реабилитации, а также на повышение благополучия.
Системно-информированное позитивное образование (SIPE)
Методология данного подхода построена на восприятии школы как динамической системы, в которой все элементы связаны и находятся в непрерывном взаимодействии друг с другом. SIPE предполагает включение областей системных наук в практику позитивного образования и педагогики для создания оптимальной учебной среды, которая способствует раскрытию потенциала каждого индивида и школьного сообщества в целом.

## Мишени позитивного образования
Среди возможных мишеней позитивного образования выделяют:
- счастье и благополучие,
- сильные стороны личности,
- осознанность,
- социальные и эмоциональные навыки,
- резилиентность,
- гибкое сознание,
- настойчивость,
- внутренняя мотивация,
- активно-конструктивное реагирование

Исходя из определения мишени и применяемого подхода, программы позитивного образования можно разделить на позитивные образовательные курсы и тренинги разной продолжительности и программы, целью которых является изменение дизайна образовательного процесса в школе, а также системные изменения в школьной культуре.

## Международные программы позитивного образования
Выделяется ряд авторитетных образовательных программ по повышению благополучия в средних школах.
Самой изученной на сегодняшний день является программа «The Penn Resilience Program», которая ориентирована на школьников от 9 до 12 лет. Она показала высокую эффективность в профилактике депрессии, тревожности и повышении резилиентности, а также долгосрочный эффект. Программа построена на принципах когнитивной психотерапии по схеме «ABC» Аарона Бека — событие-реакция-последствие (эмоциональное), то есть на изучении процессов, которые приводят к негативным реакциям и последствиям.
Похожа на нее по своей структуре программа «SPARK», которая была разработана для учащихся седьмого класса средних школ, также опирающаяся на принципы когнитивно-бихевиоральной терапии и позитивной психологии. Исследования показали ее эффективность в повышении резилиентности и снижении депрессии в течение 6 месяцев после окончания курса.
Программы «Bounce Back», «CorStonе» ориентируются на развитие когнитивной гибкости, регуляцию эмоций, постановку действий, позитивное реструктурирование.
«Personal Wellbeing Lessons». Данная программа с доказанной эффективностью, построена на основе общих идей позитивной психологии о том, что такое счастье, об источниках позитивных эмоций, способах ограничения негативных переживаний, состоянии потока, сильных сторонах личности, позитивных отношениях, умении прощать, доброте и благодарности. Программа направлена на развитие детей от 11-12 лет — учащихся средней школы. Она показала очень высокую эффективность в повышении показателей благополучия.
По такому же принципу выстроен ряд других программ, среди которых можно выделить «Making Hope Happen», «Learning Curve», «Maytiv», «Happy Classrooms», KIDsmART.
MindMatters, Self Science SMART Strengths, The Jubilee Centre for Character, Virtues Character strengths и Strengths Gym — программы, мишенью которых является социально-эмоциональное обучение и сильные стороны личности. Они, как правило, более комплексно подходят к взаимодействию учителей и учащихся. .

## Принципы позитивного образования
- Основные принципы внедрения программ позитивного образования, сформулированные рядом исследователей[13]:
- Включать учеников и сотрудников школы в обсуждение способов интеграции позитивного образования;
- В фокусе позитивного образования должна находиться культура образовательного учреждения, а не только индивидуальная работа над благополучием участников образовательного процесса;
- Необходима практика применения позитивной психологии в жизни и профессиональной деятельности, нельзя опираться на одну теорию;
- Взрослые должны выступать примерами практик позитивной психологии и позитивной жизни;
- Необходимо давать пространство для неблагополучия, поскольку оно является важной частью человеческой природы .

## Заключение
Позитивное образование стремительно развивается и имеет огромный потенциал для интеграции в систему образования во всем мире. Создание благоприятного психологического климата, позитивной развивающей среды, атмосфера уважения, автономии, доверия являются необходимым условием для психологического и физического здоровья. Тенденция восприятия образовательного учреждения как целостной системы с взаимодействующими элементами позволит полностью интегрировать позитивное образование в предметное изучение отдельных научных дисциплин и тем самым повысить уровень академической успеваемости.